# Рекс Джозеф Вальгайм
Вальгайм Рекс Джозеф (нім. Walheim) — астронавт НАСА. Здійснив три космічні польоти на шаттлах STS-110, STS-122, STS-135.

## Освіта
- У 1980 році закінчив вищу школу в Сан-Карлосі (Каліфорнія) (San Carlos High School).
- Ступінь бакалавра в машинобудуванні (1984 рік) Вальгайм отримав в Каліфорнійському університеті в Берклі.
- Ступінь магістра (1989 рік) в галузі виробничої інженерії він отримав в Хьюстонскому університеті.